# Paraamblyseius foliatus
Paraamblyseius foliatus är en spindeldjursart som beskrevs av Corpuz-Raros 1994. Paraamblyseius foliatus ingår i släktet Paraamblyseius och familjen Phytoseiidae. Inga underarter finns listade i Catalogue of Life.